# Cédula de identidade (Paraguai)
A Cédula de Identidade Civil (abreviada: C.I.C. ou C.I.) é um instrumento jurídico-administrativo de identificação pessoal, de caráter obrigatório, destinado a todos os cidadãos paraguaios, tanto por nascimento quanto por naturalização. Este documento incorpora um número identificador único e um prontuário individual, ambos concebidos para fins de registro, controle e rastreabilidade nos sistemas administrativos do Estado. A emissão e renovação — prevista com uma periodicidade decenal — está sob a competência exclusiva do Departamento de Identificações da Polícia Nacional do Paraguai.
A posse desse documento constitui condição sine qua non para o acesso, exercício e validação formal de direitos e obrigações em praticamente todos os sistemas institucionais e estruturas funcionais do país, incluindo, entre outros, os âmbitos educacional, laboral, patrimonial, judicial e de segurança jurídica. Essa atribuição está normativamente respaldada pela Lei nº 222/93 "Orgânica da Polícia Nacional", particularmente em seu artigo 6º, inciso 11, o qual confere à referida instituição as competências legais para a expedição da Cédula de Identidade Civil, do Passaporte e do Certificado de Antecedentes Policiais.

## História
Modesto Hidalgo foi o primeiro paraguaio a possuir uma cédula de identidade, ou seja, teve o nº 1. Seu documento foi emitido em 21 de janeiro de 1924. Naquela época, existia a Seção de Identificação nas Primeira, Segunda e Terceira Delegacias de Polícia, criada por resolução da Chefia de Polícia em 19 de janeiro de 1921. No entanto, somente em janeiro de 1924 iniciou-se a emissão da chamada cédula de identidade policial, cujos números, do 1 ao 15.000, coincidiam com os números do Prontuário Policial. Em 1936, foi estabelecida a obrigatoriedade da Cédula de Identidade Nacional para todos os estrangeiros residentes no país.
A partir do número 15.000 e chegando quase aos 3 milhões, deixou de haver coincidência entre o número da cédula e o número do prontuário. No entanto, os documentos mais contemporâneos já possuem um número único tanto para a cédula quanto para o prontuário.
No Paraguai, são emitidas anualmente cerca de 900.000 cédulas, das quais aproximadamente 180.000 correspondem à primeira emissão. Atualmente, o número de cédulas expedidas ultrapassa os 8 milhões, e estas contêm o(s) nome(s), sobrenome(s), sexo, fotografia (tipo 3x4), assinatura, local e data de nascimento, além de outros códigos de segurança. Alguns dos requisitos para a emissão incluem a apresentação da certidão de nascimento e da cópia do livro de registro do ato de inscrição no Registro Civil. A coleta de impressões digitais e de assinaturas é atualmente realizada de forma digitalizada, por meio de sistemas informatizados preparados para essa finalidade.

## Formato e partes da cédula
Os documentos têm o tamanho de um cartão de crédito, e são fabricados a partir de material de policarbonato. 

Verso do documento

Desde 10 de julho do 2023 o Departamento de Identificações passou a emitir a cédula de identidade em um novo formato, por meio da incorporação de chips.
O novo formato eletrônico, segundo responsáveis pela Polícia Nacional, permite alojar e comprovar os dados biométricos do portador do documento. Além de ter a opção de certificar sua assinatura mediante este chip, se o portador assim o quisesse.

### Frente
Outra novidade apresenta-se na frente do documento, com a incorporação da lenda de: "DOADOR", com a qual se constata se o portador é ou não doador de órgãos e tecidos. Isto aos efeitos de cumprir com a lei N° 4086/2013.

## Cédula de identificação civil como documento de viagem
Para viajar fora de Paraguai ou retornar ao país, os cidadãos paraguaios necessitam documentos de identidade, ou documentos de viagem, para transitar e passar pelos controles migratórios em aeroportos ou fronteiras terrestres. No entanto, há países para os quais os paraguaios podem viajar apenas com a Cédula de identidade, sem a necessidade de portar o Passaporte paraguaio ou  visto de viagem, graças a acordos internacionais.
O Paraguai é um Membro Associado da Comunidade Andina e um Membro Fundador do Mercosul, razão pela qual os cidadãos paraguaios podem ingressar nos países membros desses acordos mediante a simples apresentação de sua cédula de identidade. Da mesma forma, os cidadãos dos países membros podem entrar no Paraguai apenas apresentando seu respectivo documento de identificação

## Veja-se também
- Passaporte paraguaio